# Dépression périnatale
Pour les articles homonymes, voir Baby Blues.
 Mise en garde médicale
La locution « dépressions périnatales » (parfois au singulier) regroupe un ensemble de troubles de l'humeur survenant durant la grossesse (dépressions prénatales) ou après l'accouchement (dépressions post-partum ou postnatales). Ces troubles surviennent chez la future ou nouvelle mère ou le père,, parfois même l'enfant dans un spectre et une intensité variable suivant la durée et la gravité des symptômes.
Des études récentes s'attachent à identifier un phénomène proche chez les pères, et les répercussions de dépression du père pendant la période péri-natale sur la santé psychique de l'enfant,.

## Dépression prénatale
Avant l'accouchement, certaines mères présentent tous les éléments d'une dépression qui est liée à leur grossesse et qui rend celle-ci compliquée. Elles semblent ne pas pouvoir se réjouir de la venue de l'enfant et parfois cela vient de circonstances de vie difficiles (problèmes familiaux, de couple, migration, conditions matérielles…) ; dans d'autres cas, la dépression n'est pas liée à un événement extérieur mais à l'état intrapsychique de la future mère que la grossesse confronte à des problèmes non résolus.

## Dépressions post-natales

### Baby blues
Le baby blues apparaît entre le troisième et le dixième jour suivant l’accouchement. Il n’est pas corrélé avec une psychopathologie sous-jacente de la mère et n'entraîne pas de conséquences pour elle ou pour son enfant, ce qui le distingue de la dépression post-partum. Le baby blues partage, par contre, certains symptômes avec la dépression post-partum : pleurs, insomnies, hypersensibilité et irritabilité. Le baby blues dure rarement plus de deux semaines. Entre 30 et 75 % des mères seraient concernées. Il n'est pas considéré comme un trouble psychiatrique. Le baby blues est souvent sans lendemain. Il est bien différent de la dépression post-partum qui survient le plus souvent après un intervalle libre de 1 à 2 mois et réalise un tableau de la dépression typique ou masquée.

### Dépressionpost-partum(DPP)
La dépression post-partum est un syndrome dépressif qui apparaît le plus souvent dans les quatre à huit semaines après l'accouchement et dont l'intensité est variée. Elle est plus persistante que le baby blues et présente des symptômes plus nombreux et plus sévères. Elle se manifeste par un sentiment de découragement, des pleurs constants, une perte de confiance en soi, l’impression de ne pas être une bonne mère, la culpabilité, l’anxiété, l’irascibilité et l’épuisement. À ces symptômes psychiques s’ajoutent des troubles physiques tels que des maux de tête, un engourdissement, des douleurs thoraciques et de l’hyperventilation. La dépression post-partum engendre généralement un sentiment d’ambivalence face à la maternité et au nouveau-né. Elle demeure souvent méconnue, en raison de tabous culturels et du sentiment de culpabilité de la mère qui peine à envisager que l'arrivée d'un bébé ne soit pas vécue dans le bonheur. L'identification du problème et sa prise en charge sont souvent retardées parce que l'évaluation est faite dans le cadre d'une consultation en pédiatrie et que le tableau clinique est considéré, par erreur, comme le simple résultat de la fatigue conséquente d'un bébé qui pleure trop ou dont le sommeil n'est pas réglé.
La mesure de la prévalence de ce syndrome varie suivant la méthode de calcul utilisée,.  La fourchette de 10 % à 15 % est souvent rapportée,,,.
La dépression post-partum survient chez les femmes après la naissance d'un nouveau-né. Elle débute durant les 4 premières semaines et dure au moins 6 mois après la naissance d'un enfant, voire un an. Les troubles peuvent persister jusqu'aux deux ans de l'enfant, si la dépression n'est pas prise en charge.
Techniquement, dans le DSM-IV, les symptômes de la dépression post-partum sont ceux de l'épisode dépressif majeur :
1. humeur dépressive ;
2. perte d’intérêt ;
3. perte ou gain de poids ;
4. insomnie ou hypersomnie ;
5. agitation ou ralentissement psychomoteur ;
6. fatigue ou perte d’énergie ;
7. sentiment de dévalorisation ou de culpabilité excessive ;
8. diminution de l’aptitude à penser ou à se concentrer ;
9. pensées de mort ou idées suicidaires.

Le diagnostic est posé lorsque 5 symptômes (dont 1. ou 2.) sont présents pendant au moins 2 semaines et que l'éclosion survient dans les 4 premières semaines après l'accouchement.
De façon plus discriminative, cependant, l'observation clinique montre que la fréquence des symptômes et leurs manifestations distinguent la dépression post-partum des autres épisodes dépressifs majeurs. Les nouvelles mamans ont plus souvent des problèmes d'endormissement alors que dans les autres dépressions, c'est le réveil précoce qui est le plus fréquent. La perte de poids n'est pas corrélée à la dépression en post-partum alors qu'elle est caractéristique des autres dépressions. L'humeur est plus labile dans le post-partum. Les comportements suicidaires et le ralentissement psychomoteur y sont très rares. La perte d'estime de soi est dominante, mais presque entièrement centrée sur l'identité et le rôle de mère.    

## Facteur de risques socio environnementaux
Les facteurs de risques socio environnement sont reliés à l’environnement de l’individu et des personnes qu’elle côtoie. Selon Louise Séguin et Louise Cossette, Les personnes vivant dans un milieu défavorisé sont plus le risque puisqu’elles ont généralement plus de stress chronique dans leur quotidien. Aussi, l’état de santé et le tempérament du nouveau-né sont des aspects importants. Si l’enfant est né de façons prématurées ou s’il a eu des problèmes de santé dès la naissance peut aussi influencer une adaptation plus difficile au niveau rôle de parent. Ces évènements entrainent souvent un énorme stress chronique chez le parent. De plus, si l’enfant a un tempérament difficile et qu’il pleure de façon incontrôlable, l’épuisement du parent est aussi un facteur de risque puisqu’il est difficile pour le parent de s’adapter à son nouveau rôle. Ce nouveau rôle entraine de nouvelles responsabilités auxquelles le parent doit se préparer pour ne pas être plus à risque. Pour certaines personnes, le fait de ne plus avoir d’emploi durant une certaine période fait développer un sentiment de dévalorisation et de ne plus être à l’image idéale que la société attend d’elle citer. La relation entre le parent et son conjoint(e) est un facteur important. Si la relation entre les deux conjoints est insatisfaisante et a de nombreux conflits. La personne est plus à risque si elle n’a aucun conjoint. Le support social que la personne a est un facteur à considérer. Plus la personne a des personnes à se confier, plus cela peut l’aider à son ajustement psychologique.

### Causes
La cause de la dépression du post-partum est multifactorielle. Les facteurs biologiques, psychologiques et sociaux, jouent un rôle dans la survenue d’une dépression du post-partum. La dépression du post-partum survient lorsqu’une usure psychologique ou des événements stressants (ici l'enfantement) se rajoutent à une vulnérabilité préexistante,. Cette vulnérabilité préexistante est liée aux facteurs génétiques, biologiques, psychologiques et sociaux. Cela correspond au modèle diathèse–stress.
Il est souvent considéré que la dépression post-partum est causée par un manque de vitamine[source insuffisante]. D'autres études montrent cependant que les causes incluent la modification des hormones féminines durant la grossesse. Encore, d'autres études supposent qu'il n'existe aucune corrélation connue entre les hormones et les troubles de l'humeur post-partum, et que les traitements hormonaux n'ont pas aidé les patientes atteints de dépression post-partum. De loin, les pères, malgré aucun changement d'hormone, courent un risque élevé de souffrir de DPP. Pour finir, toutes les mères font l'expérience de ces changements d'hormones, malgré le fait que 10-15 % d'entre elles souffrent de DPP. Ceci ne signifie cependant « pas » que les hormones ne jouent pas un rôle dans la DPP[source insuffisante].
Les très grands changements du mode de vie pour s'occuper de l'enfant sont fréquemment la cause de la DPP, mais, là encore, ce n'est qu'une simple hypothèse. Les mamans ayant auparavant accouché sans souffrir de DPP pourraient néanmoins en souffrir après la naissance de leur dernier enfant.
De nombreuses recherches montrent une corrélation, d'un côté, entre la DPP et le manque de soutien social (surtout l'absence du père), de l'autre côté, entre la DPP et les problèmes de santé de l'enfant. Cette coïncidence a soulevé l'hypothèse,, que la DPP puisse être une adaptation évolutionniste conduisant la mère à se désengager lorsqu'elle est confrontée à un trop grand déséquilibre entre l'investissement nécessaire et la possibilité de survie apparente du nourrisson. En ce qui concerne la corrélation entre le manque de soutien social et la DPP, des hypothèses sur l’impact de la culture dans laquelle naît l’enfant sur les risques de DPP de la mère ont été soulevées par de nombreux chercheurs. Selon Stern et Kruckman, la grande prévalence de DPP pourrait être expliquée par le manque d’organisation sociale des événements du post-partum. Cette organisation sociale des événements du post-partum peut être observée dans d’autres sociétés, qui prônent les rituels soulignant le nouveau rôle social acquis par la femme à la suite d’un accouchement. L’encadrement de la nouvelle mère par la société peut être observé majoritairement sous la forme de cérémonies célébrant la naissance et apportant soutien à la femme, ce qui lui permettrait ainsi d’accepter et d’assumer plus rapidement son rôle de mère. De plus, le soutien social permettrait à la mère d’être sécurisée dans son rôle, sachant qu’elle n’est pas le seul système de soutien de son enfant.
Le contact précoce et le lien entre la mère et le bébé sont importants pour la santé mentale maternelle. Le fait de retirer immédiatement le bébé de la mère peut contribuer à un sentiment de détresse émotionnelle et d'isolement, ce qui peut potentiellement augmenter le risque de dépression postnatale.
Une étude a trouvé que deux facteurs étaient principalement corrélés avec les troubles sévères et très sévères de l’affection à l’enfant: un accouchement extrêmement douloureux et la présence d’un trouble psychiatrique après l’accouchement.

## Conséquences sur le développement de l'enfant
L'occurrence d'un état dépressif chez la mère est corrélée avec de nombreuses différences dans le développement de son enfant. En ce qui regarde la croissance physique, les mères présentant des symptômes dépressifs de modérés à sévère au 9e mois de post-partum ont des enfants de taille et de poids plus petits et ce retard se maintient par la suite,. À 10 ans, la taille de l'amygdale d'enfants de mère ayant souffert de dépression est plus grande. Cette différence est analogue à celle des enfants qui ont passé une longue période en orphelinat. Au niveau émotionnel, les troubles de l'attachement sont corrélés de façon linéaire avec les symptômes de dépression maternelle. Plus les symptômes de la mère sont sévères, plus fort est le risque de présenter un trouble de l'attachement chez son enfant. Pendant la période préscolaire, ces enfants sont exposés à un plus haut risque de présenter un trouble psychiatrique, un risque qui se prolonge jusqu'à l'adolescence.

## Traitement
La prise en charge de ce type de dépression a fait l'objet de la publication de plusieurs recommandations spécifiques ou comme sous-chapitre du traitement de la dépression. Celles, anglaises, datent de 2014, celles, australiennes, datent de 2011, celles, américaines, datent de 2010.
Si la cause de la DPP peut être identifiée, le traitement doit se focaliser sur le problème associé, et peut impliquer psychothérapie cognitivo-comportementale, thérapie de groupe, etc. Les femmes doivent être prises en charge immédiatement après l'apparition des symptômes.
De nombreuses options de traitement incluent notamment :
- Psychothérapie cognitivo-comportementale (une forme de psychothérapie) ;
- Thérapie individuelle, thérapie de couple, thérapie avec l’enfant, ou thérapie de groupe ;
- Un traitement antidépresseur peut être mis en place (de nombreux médicaments sont compatibles avec l'allaitement) ;
- Un traitement hormonal à base d’œstrogènes (indépendamment ou en association avec des antidépresseurs) ;
- Les thérapies de soutien individuelles ou de groupes. La plupart des formes de dépressions postnatales répondent bien aux thérapies de soutien[39],[40].

## Dépistage
Le principal instrument de dépistage est l'échelle de dépression post-natale d’Édimbourg (EPDS pour Edinburgh Postnatal Depression Scale en anglais), un auto-questionnaire à dix items pouvant être côtés de zéro à trois. Les mères obtenant un score de douze ou plus sont définies comme étant à risque.

## Diagnostic
Pour la classification internationale du CIM-10 est F530, c'est-à-dire : les symptômes associés à la puerpéralité qui rassemble en une classe les troubles dépressifs et psychotiques qui y sont liés.

## Conséquences dans la durée
Sans parler des conséquences pour l'enfant qui se développent les premières années avec une maman déprimée, les conséquences sur la vie de couple, familiale, sociale et professionnelle peuvent parfois être considérables. La mère peut ainsi « traîner », des années durant, les suites d'une dépression périnatale jusqu'à ce que, à l'occasion d'un autre événement nécessitant une consultation psychopathologique, le spécialiste se rende compte qu'elle va mal depuis la grossesse ou la naissance du premier enfant ou d'un suivant. Il faut que le clinicien soit attentif dans son anamnèse à investiguer la ou les périodes périnatales, sinon il prend le risque de soigner « la proie pour l'ombre », c'est-à-dire l'actuel qui recouvrera manifestement les sentiments péri-nataux. Les échelles d'évaluation de la dépression, là non plus, ne peuvent se substituer à l'entretien clinique approfondi.
La présence d'un épisode de dépression péri-natal pourrait augmenter le risque de survenue d'une maladie cardiovasculaire des années plus tard.

## Psychoses périnatales
Relativement rare, la psychose post-partum, en plus de la fatigue, l’agitation et la modification de l’humeur, s’accompagne d’un désarroi extrême, d’un sentiment de désespoir et de honte, d’hallucinations visuelles et auditives, d’une élocution rapide et d’un comportement maniaque. Elle toucherait une mère sur mille.

## Représentations dans la culture contemporaine
- Pas les mères, roman de l'écrivaine Katixa Agirre[44] (2018);
- Salve Maria[45], film de la cinéaste Mar Coll[46], sorti en France en 2025[47].